# 人类理智研究
《人類理解研究》（英語：An Enquiry Concerning Human Understanding），一書是由蘇格蘭經驗主義哲學家大衛·休謨（David Hume）在1748年用英文出版的。本書是休謨前一著作《人性論》的修正。休謨對於人性論的反響非常失望，他聲稱此書是“一本夭折的作品”。因此休謨編寫《人類理解研究》一書去宣傳他更為先進的思想，並且以更短、更為好辯的文章形式出版。

## 章節概述
- 第一章 各派哲學：第一章的研究當中，休謨簡單地介紹了哲學的種類。對於休謨而言，哲學可以被分成兩個部分：精神哲學（Nature Philosophy）和人性哲學 （Moral Philosophy）。

- 第二章 觀念的起源
- 第三章 觀念的聯絡
- 第四章 關於理解作用的一些懷疑
- 第五章 關於這些懷疑的一種懷疑主義的解決方法
- 第六章 可然性
- 第七章 “必然聯繫”的觀念
- 第八章 自由和必然
- 第九章 動物的理性
- 第十章 神跡
- 第十一章 特殊的天意和來世的狀況
- 第十二章 懷疑哲學